# آلوین لی
آلوین لی (انگلیسی: Alvin Lee; ۱۹ دسامبر ۱۹۴۴ – ۶ مارس ۲۰۱۳) خواننده-ترانه‌سرا و گیتارنواز اهل بریتانیا بود که بین سال‌های ۱۹۶۰ تا ۲۰۱۳ میلادی فعالیت می‌کرد.

## گروه راک
آلوین لی به عنوان خواننده و گیتاریست اصلی گروه بلوز راک تن یرز افتر شناخته می‌شود و اجرایش به همراه این گروه در جشنواره وودستاک او را به شهرت رساند.